# Paravalvulinidae
Paravalvulinidae es una familia de foraminíferos bentónicos de la superfamilia Chrysalidinoidea, del suborden Textulariina y del orden Textulariida. Su rango cronoestratigráfico abarca desde el Bajociense (Jurásico medio) hasta la Actualidad.

## Discusión
Clasificaciones previas incluían los géneros de Paravalvulinidae en las familias Eggerellidae, Orbitolinidae y principalmente Chrysalidinidae del orden Textulariida.

## Clasificación
Paravalvulinidae incluye a las siguientes subfamilias y géneros:
- Subfamilia Paravalvulininae
  - Indomarssonella †
  - Kilianina †
  - Paravalvulina †
  - Pseudomarssonella †
  - Pseudochrysalidina †
  - Riyadhoides †
- Subfamilia Pseudodictyopsellinae
  - Pseudodictyopsella